# Danh sách đĩa nhạc của Heize
Ca sĩ, nhạc sĩ, rapper người Hàn Quốc Heize đã phát hành tổng cộng 01 album phòng thu, 07 đĩa mở rộng (EP), 30 đĩa đơn, trong đó bao gồm 08 ca khúc nhạc phim cũng như 19 video âm nhạc. Heize được biết tới lần đầu tiên khi góp giọng trong đĩa "Chilin'" của rapper Crucial Star từ mixtape Drawing #2: A Better Man (2013). 
Tháng 03 năm 2014, cô chính thức ra mắt với đĩa mở rộng thuộc thể loại hip-hop cùng tên Heize thông qua NHN Entertainment. Hai đĩa đơn được trích ra từ album là "After I've Wandered A Bit" (featuring Crucial Star), và"Even the Little Club".

## Album phòng thu (Studio Albums)
| Album      | Thông tin | Thứ hạng cao nhất | Doanh số    |
| Album      | Thông tin | Hàn Quốc (HQ)     | Doanh số    |
| ---------- | --- | ----------------- | ----------- |
| She's Fine | - Ngày phát hành: 19 tháng 03, 2019 - Hãng đĩa: Stone Music Entertainment, Studio Blu - Định dạng: CD, tải về Track list 1. "Her Fine Weather" 2. "So, It Ends?" (featuring Colde) 3. "No Reason" 4. "Dispatch" (featuring Simon Dominic) 5. "Hitch Hiding" (cùng Sunwoo Jung-a) 6. "But, I Am Your Buddy" (featuring Davii) 7. "Umbrella Calls for Rain" (featuring Nafla) 8. "Tree Only Look at You" (featuring Jooyoung) 9. "Doobling (Knock Sir)" 10. "E.T" 11. "E.T's Letter" (Empty ver.) | 18                | - HQ: 3,090 |

## Đĩa mở rộng (Extended Plays)
| Album                                                                                       | Thông tin chi tiết                                                                                           | Thứ hạng cao nhất | Thứ hạng cao nhất | Doanh số    |
| Album                                                                                       | Thông tin chi tiết                                                                                           | HQ                | Mỹ World          | Doanh số    |
| ------------------------------------------------------------------------------------------- | --- | ----------------- | ----------------- | ----------- |
| Heize                                                                                       | - Ngày phát hành: 21 tháng 03, 2014 - Hãng đĩa: NHN Entertainment - Định dạng: CD, tải về                    | —                 | —                 | —           |
| And July                                                                                    | - Ngày phát hành: 18 tháng 07, 2016 - Hãng đĩa: CJ E&M Music - Định dạng: CD, tải về, streaming              | 34                | —                 | - HQ: 1,891 |
| /// (You, Clouds, Rain)                                                                     | - Ngày phát hành: 26 tháng 06, 2017 - Hãng đĩa: CJ E&M Music - Định dạng: CD, tải về, streaming              | 17                | 12                | - HQ: 5,194 |
| Wind                                                                                        | - Ngày phát hành: 08 tháng 03, 2018 - Hãng đĩa: CJ E&M Music - Định dạng: CD, tải về, streaming              | 12                | 9                 | - HQ: 4,683 |
| Late Autumn                                                                                 | - Ngày phát hành: 13 tháng 10, 2019 - Hãng đĩa: Stone Music Entertainment - Định dạng: CD, tải về, streaming | 18                | —                 | - HQ: 2,615 |
| Lyricist                                                                                    | - Ngày phát hành: 10 tháng 06, 2020 - Hãng đĩa: Stone Music Entertainment - Định dạng: CD, tải về, streaming | 48                | —                 | - HQ: 1,500 |
| Happen                                                                                      | - Ngày phát hành: 20 tháng 05, 2021 - Hãng đĩa: P Nation - Định dạng: CD, tải về, streaming                  | 23                | —                 | —           |
| "—" cho biết bài hát không lọt vào bảng xếp hạng hoặc không được phát hành tại khu vực này. | |                   |                   |             |

## Đĩa đơn

### Với tư cách là ca sĩ chính
| Tên                                                                                         | Năm  | Thứ hạng cao nhất | Thứ hạng cao nhất | Thứ hạng cao nhất | Thứ hạng cao nhất | Doanh số        | Album                                  |
| Tên                                                                                         | Năm  | Hàn Quốc          | Hàn Quốc          | PHL               | Mỹ World          | Doanh số        | Album                                  |
| Tên                                                                                         | Năm  | Gaon              | Hot100            | PHL               | Mỹ World          | Doanh số        | Album                                  |
| ------------------------------------------------------------------------------------------- | ---- | ----------------- | ----------------- | ----------------- | ----------------- | --------------- | -------------------------------------- |
| "After I've Wandered a Bit" (feat. Crucial Star)                                            | 2014 | —                 | —                 | —                 | —                 |                 | Heize                                  |
| "Even the Little Club"                                                                      | 2014 | —                 | —                 | —                 | —                 |                 | Heize                                  |
| "My Boyfriend Says Thank You"                                                               | 2015 | —                 | —                 | —                 | —                 |                 | Non-album singles                      |
| "Pume Sweet Pume" (feat. Monokim)                                                           | 2015 | —                 | —                 | —                 | —                 |                 | Non-album singles                      |
| "Don't Come Back" (feat. Junhyung)                                                          | 2016 | 11                | —                 | —                 | —                 | - HQ: 2,500,000 | Non-album singles                      |
| "Shut Up & Groove" (feat. Dean)                                                             | 2016 | 27                | —                 | —                 | 24                | - HQ: 264,326   | And July                               |
| "And July" (feat. Dean and DJ Fritz)                                                        | 2016 | 8                 | —                 | —                 | —                 | - HQ: 2,500,000 | And July                               |
| "Hello! UFO" (feat. Go Young-bae)                                                           | 2016 | —                 | —                 | —                 | —                 | —               | Don't Dare to Dream OST                |
| "Hello! UFO" (acoustic version)                                                             | 2016 | —                 | —                 | —                 | —                 | —               | Don't Dare to Dream OST                |
| "Star"                                                                                      | 2016 | 1                 | —                 | —                 | —                 | - HQ: 1,408,113 | Non-album single                       |
| "Round and Round" (feat. Han Soo-ji)                                                        | 2017 | 4                 | —                 | 82                | 4                 | - HQ: 482,693   | Guardian: The Lonely and Great God OST |
| "Don't Know You"                                                                            | 2017 | 1                 | —                 | —                 | —                 | - HQ: 2,500,000 | /// (You, Clouds, Rain)                |
| "You, Clouds, Rain" (feat. Shin Yong-jae)                                                   | 2017 | 1                 | —                 | —                 | —                 | - HQ: 2,500,000 | /// (You, Clouds, Rain)                |
| "In the Time Spent with You"                                                                | 2017 | 37                | —                 | —                 | —                 | - HQ: 82,056    | Non-album single                       |
| "Would Be Better"                                                                           | 2017 | 22                | —                 | —                 | —                 | - HQ: 96,133    | Prison Playbook OST                    |
| "Jenga" (feat. Gaeko)                                                                       | 2018 | 3                 | —                 | —                 | —                 | —               | Wind                                   |
| "Didn't Know Me"                                                                            | 2018 | 6                 | —                 | —                 | —                 | —               | Wind                                   |
| "First Sight"                                                                               | 2018 | 3                 | —                 | —                 | —                 | —               | Non-album singles                      |
| "Run to You"                                                                                | 2019 | 53                | —                 | —                 | —                 | —               | Non-album singles                      |
| "She's Fine"                                                                                | 2019 | 9                 | 12                | —                 | —                 | —               | She's Fine                             |
| "We Don't Talk Together" (feat. Giriboy; produced by Suga)                                  | 2019 | 2                 | 6                 | —                 | 4                 | —               | Non-album single                       |
| "Can You See My Heart"                                                                      | 2019 | 2                 | 9                 | —                 | —                 | —               | Hotel Del Luna OST                     |
| "Falling Leaves Are Beautiful"                                                              | 2019 | 2                 | —                 | —                 | —                 | —               | Late Autumn                            |
| "Destiny Tells Me"                                                                          | 2019 | 51                | —                 | —                 | —                 | —               | When the Camellia Blooms OST           |
| "Late Autumn" (feat. Crush)                                                                 | 2019 | 19                | —                 | —                 | —                 | —               | Late Autumn                            |
| "That's All"                                                                                | 2020 | 105               | —                 | —                 | —                 | —               | Dr. Romantic 2 OST                     |
| "Lyricist"                                                                                  | 2020 | 46                | —                 | —                 | —                 | —               | Lyricist                               |
| "Things Are Going Well"                                                                     | 2020 | 70                | —                 | —                 | —                 | —               | Lyricist                               |
| "You're Cold"                                                                               | 2020 | 62                | 57                | —                 | —                 | —               | It's Okay to Not Be Okay OST           |
| "Happen"                                                                                    | 2021 | 2                 | 6                 | —                 | —                 | —               | Happen                                 |
| "Mother"                                                                                    | 2022 | 127               | —                 | —                 | —                 | —               | Non-album single                       |
| "The Last"                                                                                  | 2022 | —                 | —                 | —                 | —                 | —               | Our Blues OST                          |
| "—" cho biết bài hát không lọt vào bảng xếp hạng hoặc không được phát hành tại khu vực này. |      |                   |                   |                   |                   |                 |                                        |

### Với tư cách là ca sĩ khách mời
| Tên                                                                                         | Năm  | Thứ hạng cao nhất | Thứ hạng cao nhất | Doanh số      | Album                         |
| Tên                                                                                         | Năm  | Hàn Quốc          | Hàn Quốc          | Doanh số      | Album                         |
| Tên                                                                                         | Năm  | Gaon              | Hot               | Doanh số      | Album                         |
| ------------------------------------------------------------------------------------------- | ---- | ----------------- | ----------------- | ------------- | ----------------------------- |
| "Chilin'" (Crucial Star feat. Fana & Heize)                                                 | 2013 | —                 | —                 | —             | Drawing #2: A Better Man      |
| "Hug Me" (Hyobin feat. Heize)                                                               | 2014 | —                 | —                 | —             | Non-album single              |
| "Blind Date" (Vanilla Acoustic feat. Heize)                                                 | 2016 | —                 | —                 | —             | Non-album single              |
| "Navigation" (Davii feat. Heize)                                                            | 2017 | —                 | —                 | —             | Non-album single              |
| "Wonder If" (Junhyung feat. Heize)                                                          | 2017 | 18                | —                 | - HQ: 128,096 | Non-album single              |
| "It's Okay" (Kisum feat. Heize)                                                             | 2018 | 73                | —                 | —             | Non-album single              |
| "Only Me" (Davii feat. Heize)                                                               | 2018 | —                 | —                 | —             | Non-album single              |
| "Blur" (Lee Moon-sae feat. Heize)                                                           | 2018 | 86                | —                 | —             | Between Us                    |
| "Glue" (Far East Movement feat. Heize Shawn Wasabi)                                         | 2019 | —                 | —                 | —             | Non-album single              |
| "Cold" (Gaeko feat. Heize)                                                                  | 2020 | 40                | 40                | —             | Non-album single              |
| "Love Distance" (Jooyoung feat. Heize)                                                      | 2020 | —                 | —                 | —             | Non-album single              |
| "Can't Sleep" (Loco feat. Heize)                                                            | 2020 | 36                | 16                | —             | Some Time                     |
| "2easy" (NIve feat. Heize)                                                                  | 2020 | —                 | —                 | —             | Non-album single              |
| "RAL 9002" (Youra feat. Heize)                                                              | 2020 | —                 | —                 | —             | Gaussian                      |
| "Based on a True Story" (Epik High feat. Heize)                                             | 2021 | 12                | —                 | —             | Epik High Is Here 上 (Part 1) |
| "—" cho biết bài hát không lọt vào bảng xếp hạng hoặc không được phát hành tại khu vực này. |      |                   |                   |               |                               |

### Đĩa đơn cộng tác
| Tên                                                                                         | Năm  | Thứ hạng cao nhất | Thứ hạng cao nhất | Doanh số    | Album                 |
| Tên                                                                                         | Năm  | KOR               | US World          | Doanh số    | Album                 |
| ------------------------------------------------------------------------------------------- | ---- | ----------------- | ----------------- | ----------- | --------------------- |
| "Don't Stop" (với nhiều nghệ sĩ)                                                            | 2015 | 3                 | —                 | HQ: 155,244 | Non-album single      |
| "Lil' Something" (cùng Vibe & Chen)                                                         | 2016 | 13                | 17                | HQ: 402,402 | S.M. Station Season 1 |
| "—" cho biết bài hát không lọt vào bảng xếp hạng hoặc không được phát hành tại khu vực này. |      |                   |                   |             |                       |

## Các ca khúc khác
| Tiêu đề                                          | Năm  | Thứ hạng cao nhất | Doanh số      | Album                   |
| Tiêu đề                                          | Năm  | HQ                | Doanh số      | Album                   |
| ------------------------------------------------ | ---- | ----------------- | ------------- | ----------------------- |
| "Me, Myself and I" (featuring Jessi & Wheesung)  | 2015 | 19                | - HQ: 134,960 | Unpretty Rapstar 2      |
| "Don't Make Money" (featuring Chanyeol)          | 2015 | 43                | - HQ: 60,192  | Unpretty Rapstar 2      |
| "Dark Clouds" (featuring Nafla)                  | 2017 | 12                | - HQ: 195,556 | /// (You, Clouds, Rain) |
| "Rainin' With U"                                 | 2017 | 64                | - HQ: 37,966  | /// (You, Clouds, Rain) |
| "Star" (Rain ver.)                               | 2017 | 80                | - HQ: 32,643  | /// (You, Clouds, Rain) |
| "But, Are You?"                                  | 2018 | 13                | —             | Wind                    |
| "Wish You Well" (& Davii)                        | 2018 | 40                | —             | Wind                    |
| "Mianhae"                                        | 2018 | 59                | —             | Wind                    |
| "Wind"                                           | 2018 | 93                | —             | Wind                    |
| "So, It Ends?" (featuring Colde)                 | 2019 | 32                | —             | She's Fine              |
| "Dispatch" (featuring Simon Dominic)             | 2019 | 115               | —             | She's Fine              |
| "No Reason"                                      | 2019 | 130               | —             | She's Fine              |
| "Umbrella Calls for Rain" (featuring Nafla)      | 2019 | 138               | —             | She's Fine              |
| "Tree Only Look at You" (featuring Jooyoung)     | 2019 | 158               | —             | She's Fine              |
| "Hitch Hiding" (featuring Sunwoo Jung-a)         | 2019 | 161               | —             | She's Fine              |
| "But, I Am Your Buddy (Buddy)" (featuring Davii) | 2019 | 162               | —             | She's Fine              |
| "Diary"                                          | 2019 | 69                | —             | Late Autumn             |
| "Daum" (featuring Colde)                         | 2019 | 93                | —             | Late Autumn             |
| "Being Freezed"                                  | 2019 | 120               | —             | Late Autumn             |
| "Like the First Time" (featuring Gary)           | 2021 | 38                | —             | Happen                  |
| "Flu" (featuring Changmo)                        | 2021 | 61                | —             | Happen                  |
| "The Walking Dead" (featuring Kim Feel)          | 2021 | 104               | —             | Happen                  |
| "From the Rain" (featuring Ahn Ye-eun)           | 2021 | 130               | —             | Happen                  |
| "Why"                                            | 2021 | 143               | —             | Happen                  |
| "Hi, Hello"                                      | 2021 | 176               | —             | Happen                  |

## Video ca nhạc
| Tên                                      | Năm  | Đạo diễn                          | Nguồn  |
| ---------------------------------------- | ---- | --------------------------------- | ------ |
| "Lil Somethin'"                          | 2016 | Jum Shim (HIT GUN ArtFilm)        | [ 32 ] |
| "Shut Up & Groove"                       | 2016 | Seong Wonmo (Digipedi)            |        |
| "And July"                               | 2016 | Seong Wonmo (Digipedi)            | [ 33 ] |
| "Star"                                   | 2016 | Seong Wonmo (Digipedi)            | [ 34 ] |
| "Don't Know You"                         | 2017 | Seong Wonmo (Digipedi)            | [ 35 ] |
| "You, Clouds, Rain"                      | 2017 | Purple Straw Film                 |        |
| "In the Time Spent with You"             | 2017 | Không biết                        |        |
| "Didn't Know Me"                         | 2018 | Mustache Film                     | [ 36 ] |
| "Jenga"                                  | 2018 | Seong Wonmo (Digipedi)            |        |
| "Mianhae"                                | 2018 | Seong Wonmo (Digipedi)            |        |
| "First Sign"                             | 2018 | Shin Hee-won (Oddity)             |        |
| "She's Fine"                             | 2019 | Beomjin (VM Project Architecture) | [ 37 ] |
| "Dispatch"                               | 2019 | Shin Hee-won (Oddity)             | [ 38 ] |
| "No Reason"                              | 2019 | Shin Hee-won (Oddity)             | —      |
| "We Don't Talk Together"                 | 2019 | Seong Wonmo (Digipedi)            | [ 39 ] |
| "Falling Leaves Are Beautiful"           | 2019 | Mustache Film                     | [ 40 ] |
| "Lyricist / Things Are Going Well"       | 2020 | San Ha Min (Dextor Lab)           | [ 41 ] |
| "Your Name"                              | 2020 | Mustache Film                     | [ 42 ] |
| "Happen"                                 | 2021 | Digipedi                          |        |
| Xuất hiện trong MV với tư cách khách mời |      |                                   |        |
| "No Jam"                                 | 2016 | Không biết                        |        |
| "Navigation"                             | 2017 | Không biết                        |        |
| "Wonder If"                              | 2017 | Tiger Cave                        | [ 43 ] |
| "Only Me"                                | 2018 | Seong Wonmo (Digipedi)            |        |
| "Love Distance"                          | 2020 | Lee Se Hyung & Lee Jae Don        | [ 44 ] |
| "Based on a True Story"                  | 2021 | Taerim Moon                       | [ 45 ] |